# Liste des ZNIEFF de la Savoie
Cette liste recense les sites classés Zones naturelles d'intérêt écologique, faunistique et floristique du département français de la Savoie en région Auvergne-Rhône-Alpes.

## Statistiques
Le département de la Savoie compte 311 sites classés Zones naturelles d'intérêt écologique, faunistique et floristique.

## Liste des sites
- Adrets d'Hermillon à Montvernier

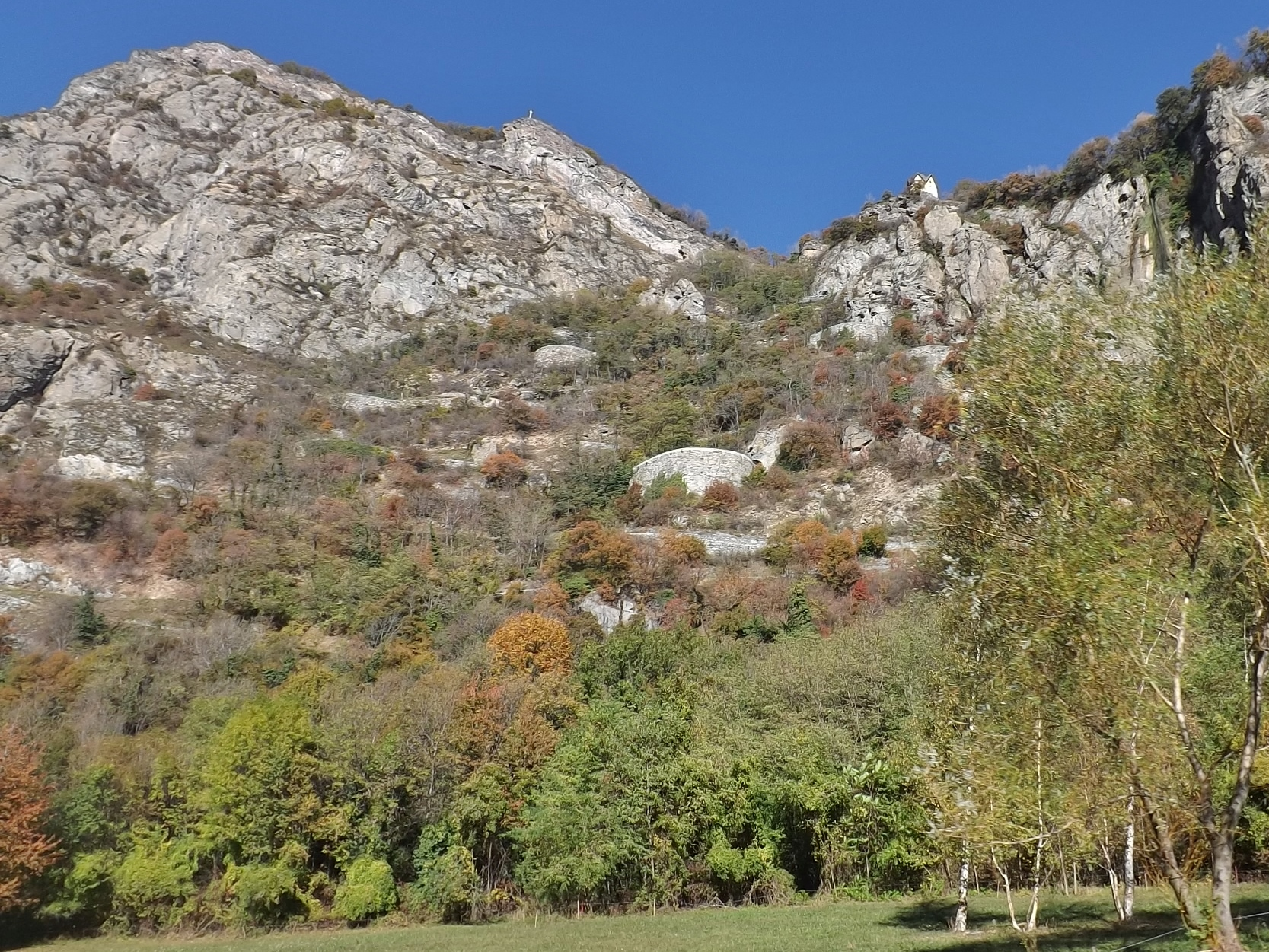
Adrets d'Hermillon à Montvernier (au niveau des lacets de Montvernier).

- Adrets de la Côte d'Aime, Valezan, Bellentre, Les Chapelles
- Adrets de Notre-Dame-du-Cruet
- Adrets de Salins les Thermes à Brides les Bains
- Adrets de Villette
- Aiguille de Scolette, Vallons de Pelouse et du Fond
- Alpage humide de la Broue
- Alpages du Mont Bréquin
- Alpages et moraines de la Recoude
- Alpages et pierriers du col de l'Iseran
- Anciennes carrières de Pommaret
- Aulnaie de Champagny
- Baie de Châtillon et littoral de la Chambotte
- Baie de Grésine et pointe de l'Ardre
- Baie de Mémard
- Baie de Portout
- Bas-marais de la Combe du Mollard
- Basse vallée d'Ambin et vallée d'Etache
- Bocage de Boige et de la Ramée
- Bocage humide de Francin
- Bois de Champion
- Bois de Fontany et du Dos des Branches

- Bois de la Balme
- Bois de la Laye
- Bois de Pré Poirier et du Pré Lamy
- Bois de Saint-André
- Bois de Sindon
- Bois de Tincave
- Bois des Bochères

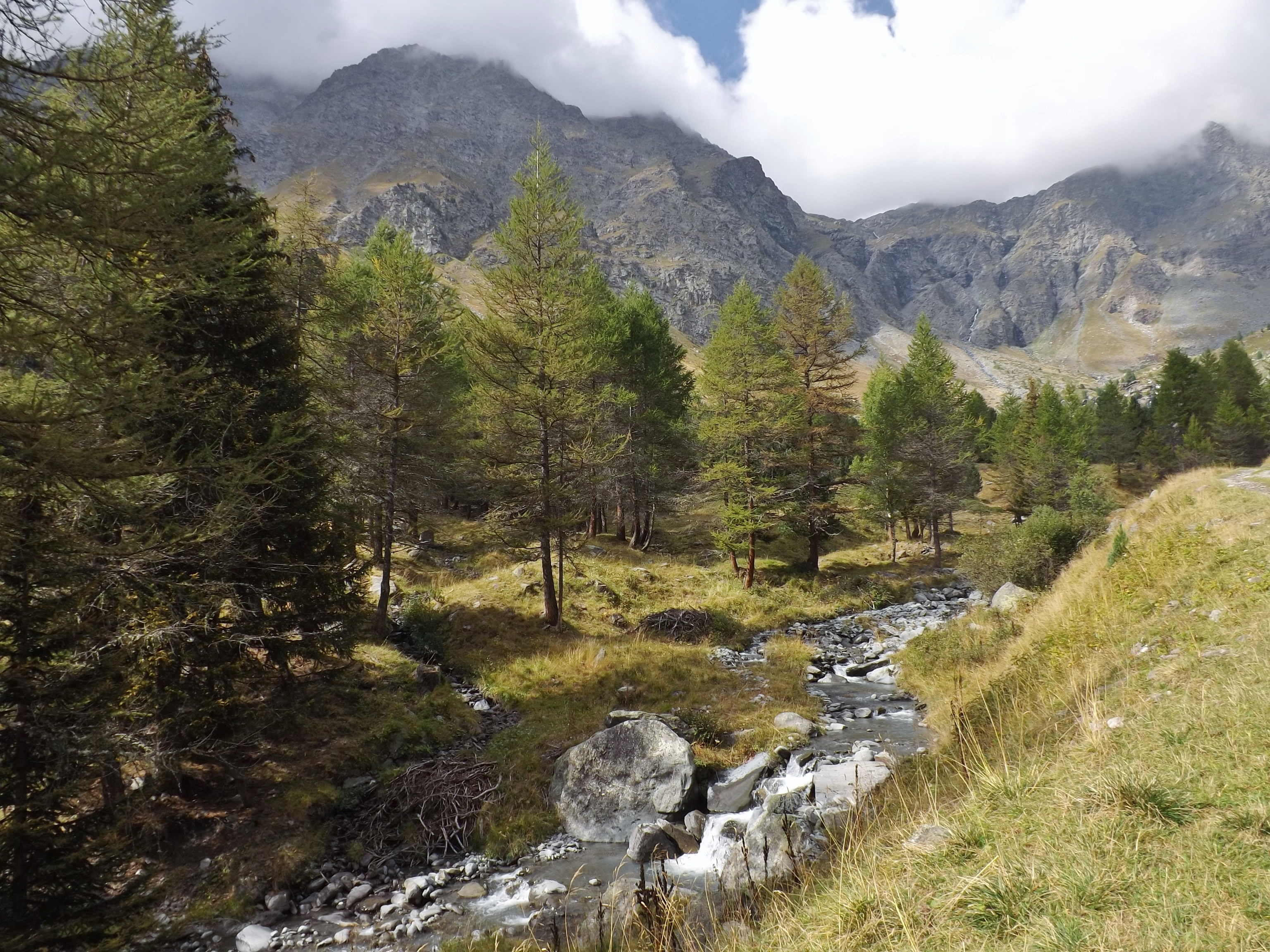
Bois du Sapey et de Saint-André.

- Boisements humides de la Fontaine de Janon
- Cembraie au-dessus du plan d'Aval
- Cembraie de La Plagne
- Chaîne des Aravis
- Chaîne du mont Tournier et gorges de la Balme
- Cirque des Évettes
- Col de la Vanoise
- Col du Champet, col d'Albateran
- Col du Palet
- Colombier
- Colonies méridionales des versants de la Chambotte et de la Montagne de Cesseins
- Combe de la Frêche, combe de Lachat, plan de Lai, combe de l'Arbet Neuf
- Combe de la Neuva

- Combe humide Veyron
- Cormet d'Arèches
- Cormet de Roselend

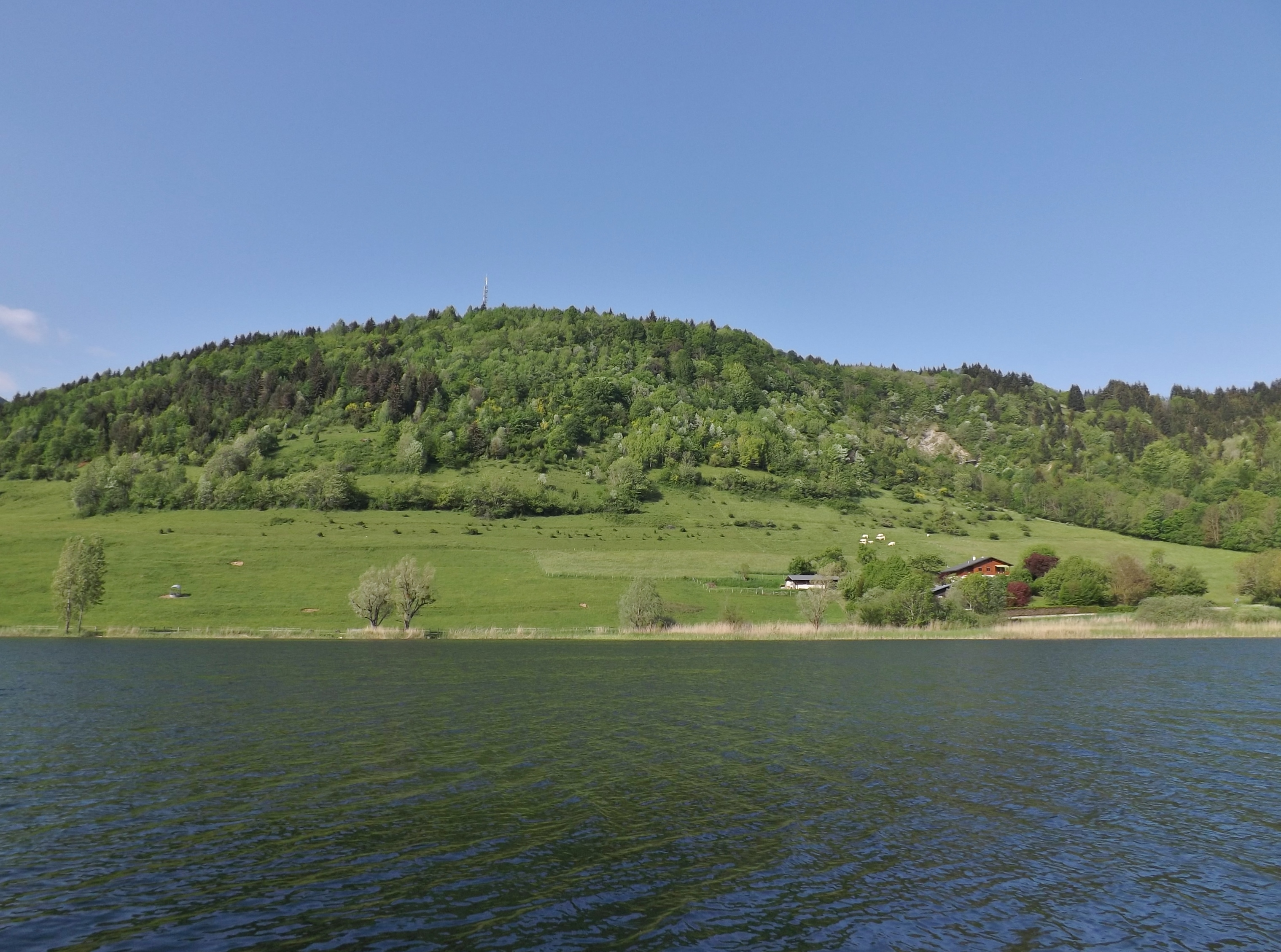
Coteaux du lac de la Thuile.

- Coteaux de Saint-Rémy-de-Maurienne et de Saint-Étienne-de-Cuines
- Coteaux de Sainte-Thècle et forêt du Sapey
- Côteaux du Lac de La Thuile
- Côtes du Rhône
- Cours aval de l'Arc de Saint-Alban-les-Hurtières à Chamousset
- Cours de l'Arly
- Cours du Rhône majeur de Seyssel à l'île des Brotteaux
- Cours du Truison et marais riverains
- Croix de Têtes, perron des Encombres

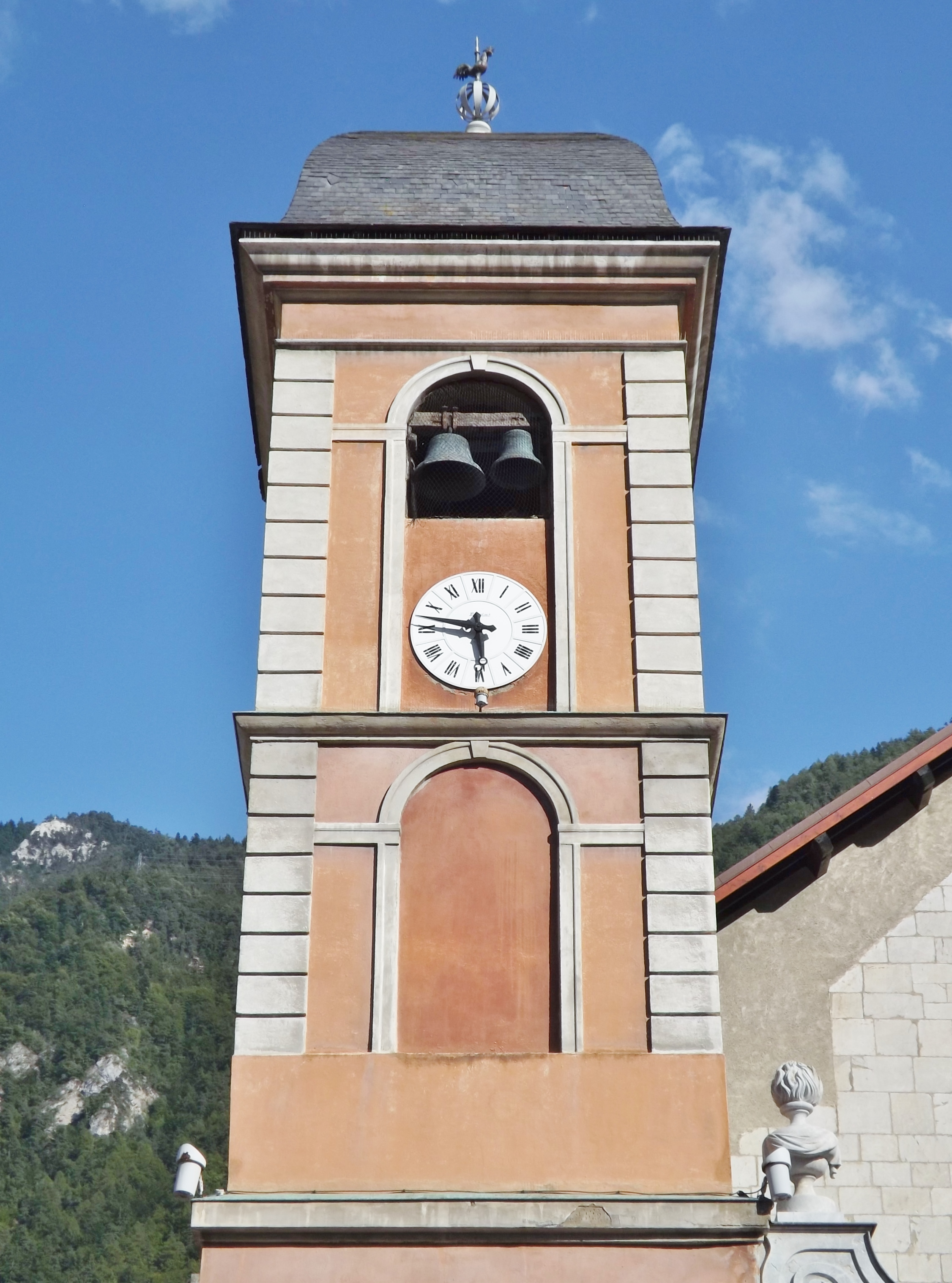
Clocher de la cathédrale de Moûtiers (refuge de chauves-souris, dont le petit murin).

- Dos de Crêt Voland, montagne de Cherferie
- Échaillon et les alentours de Montandré
- Écosystème alluvial de l'Isère dans la vallée du Grésivaudan
- Église d'Aime
- Église de Moûtiers
- Église de Séez
- Environs du lac du Loup
- Étang de la Vavre, Cours du Tier et buisson Rond
- Étangs et marais de Crosagny, Beaumont et Braille
- Étangs, marais et prairies du sud du lac du Bourget

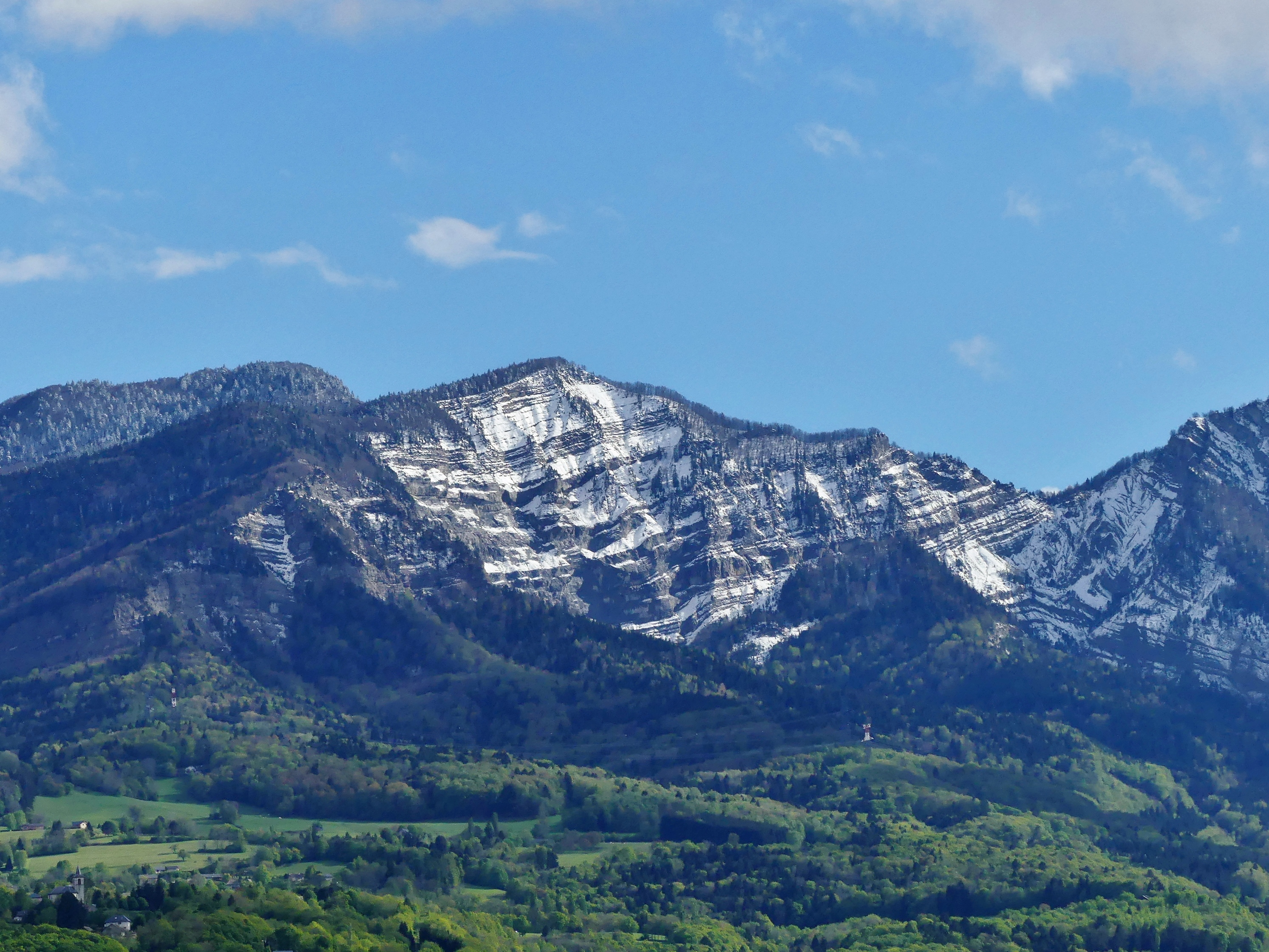
Falaises septentrionales du massif de la Chartreuse (pointe de la Gorgeat).

- Falaises et forêts occidentales du Mont Revard
- Falaises et grottes du Col de la Crusille et du Col du Banchet
- Falaises septentrionales du massif de la Chartreuse
- Falaises, boisements et garides de Montgalgan
- Fond d'Aussois
- Forêt alluviale de Chapareillan
- Forêt de Saint Hugon, vallée de Bens
- Forêt de Villargerel et d'Aigueblanche
- Forêt de Vinouva et abords du Col d’Albanne
- Forêt du Grand Follié
- Forêt du Miollet
- Forêt du mont Saint Jacques
- Forêt et pelouse du Champ de Tir du Pas de la Fosse
- Forêts alluviales, cours d'eau, marais et bocage à l'ouest de la Motte-Servolex
- Forêts de Malgovert et de Ronaz
- Forêts de résineux de l'ubac de la Haute Maurienne
- Forêts du Miroir et du Mousselard
- Forêts et alpages de l'Orgère au col de Chavière

- Gorges de la Valloirette
- Gorges du Doron de Termignon

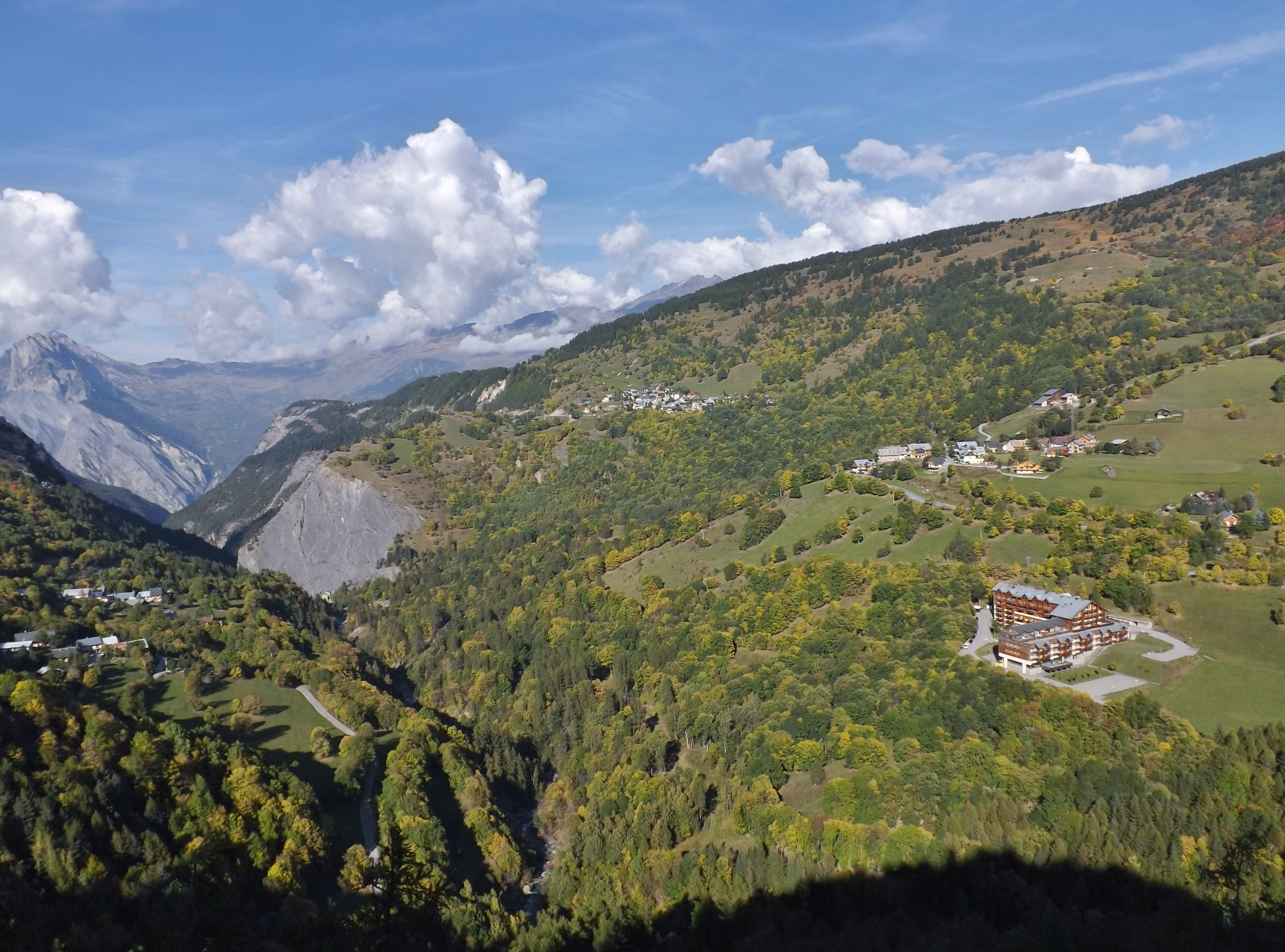
Gorges de la Valloirette.

- Gorges du Guiers vif et de l'Échaillon
- Gorges du Sierroz
- Haut de la Charvaz
- Haut-Rhône de la Chautagne aux chutes de Virignin
- Haute vallée d'Ambin
- Haute vallée de l'Ormente
- Haute vallée du Nant Brun
- Haute Vallée du Ponturin
- Hautes-Bauges
- Hêtraie de Saint Julien-Mont-Denis
- Hêtraies du Mont du Chat
- La Foyère
- La Sassière de Sainte Foy

- Lac de la Thuile
- Lac du Chardonnet

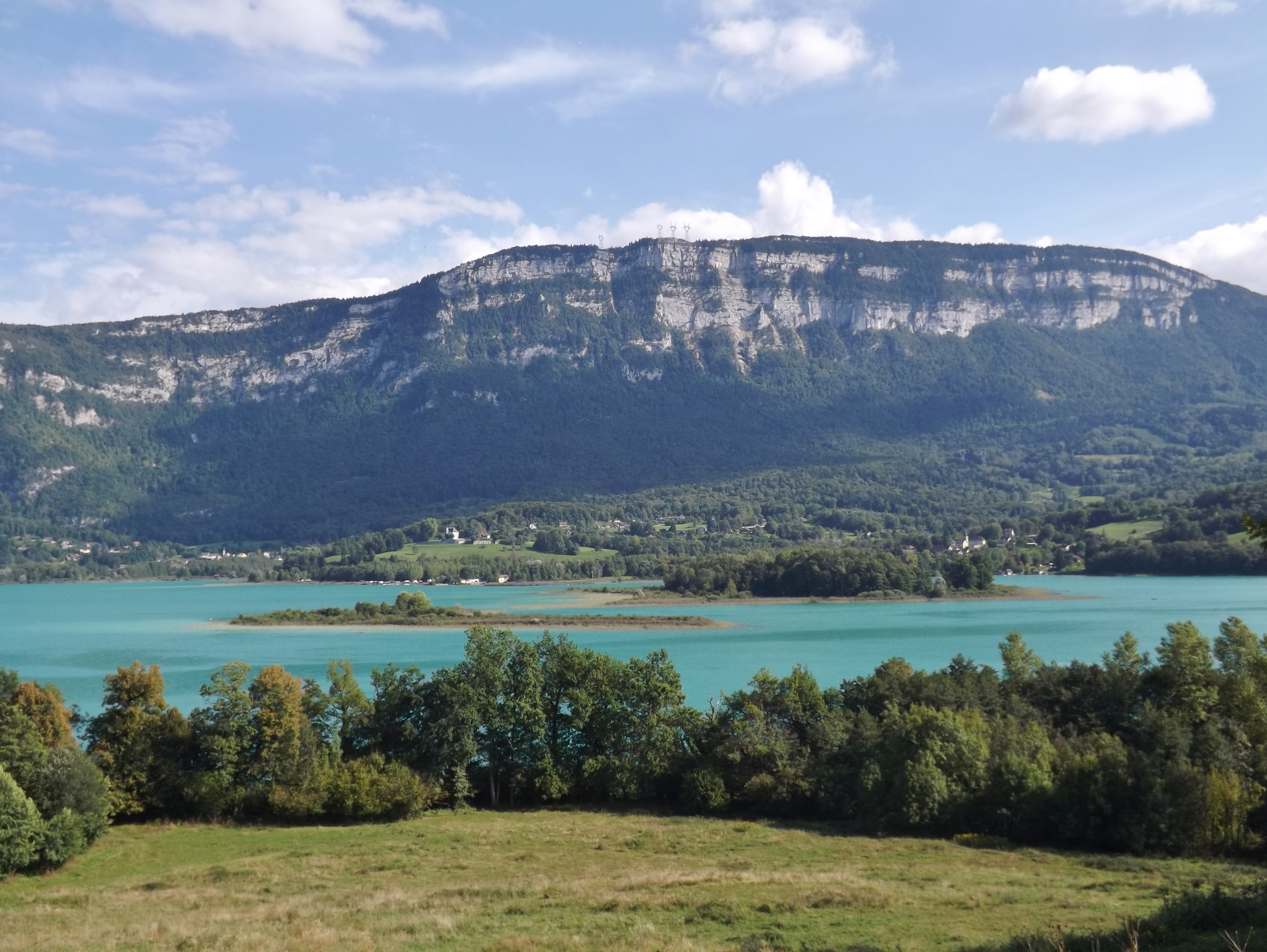
Lac d'Aiguebelette et marais riverains.

- Lac d'Aiguebelette et marais riverains
- Lac et tourbières du Plane et des Teppes Noires
- Lac Saint-Clair
- Lacs et marais de Saint Jean-le-Chevelu
- Lacs et tourbières de Praz Pétaux
- Landes du Grand Truc
- Landes et tourbières sous Roche Plane
- Le Bouchet
- Le Grand Bois, pointe de Friolin, ubacs de Peisey
- Le Masdoux
- Le Monal et Grand Bois
- Le Sapey
- Les Fours
- Les Hauts de Villaroger
- Littoral du lac entre Hautecombe et Saint Gilles
- L'Aiguille Rousse
- Marais au Pied de la Savoyarde
- Marais de Bange
- Marais de Bourg-Saint Maurice
- Marais de Champ Laurent
- Marais de Châteauneuf
- Marais de Chautagne et mollard de Chatillon
- Marais de Chevilly
- Marais de Gémilly
- Marais de l'Image
- Marais de la Daille
- Marais de la Plesse
- Marais de la Serraz
- Marais de Lagneux
- Marais de Nécuidet
- Marais de Pré Ratte
- Marais de Saint Laurent du Pont et berges de l'Herretang
- Marais de Touchefeu
- Marais de Traize
- Marais de Villard-d'Héry
- Marais de Vuillerme et vallée du Tillet
- Marais des Arcannes
- Marais des Bauches
- Marais des Berthollets
- Marais des Bois
- Marais des Charbonnières
- Marais des Chassettes
- Marais des Chaudannes
- Marais des Etelles
- Marais des Grands Champs
- Marais des Granges
- Marais des Ires
- Marais des Nantets
- Marais des Puits d'Enfer, le Grand Marais

- Marais des Rives
- Marais des Saveux
- Marais des Villards

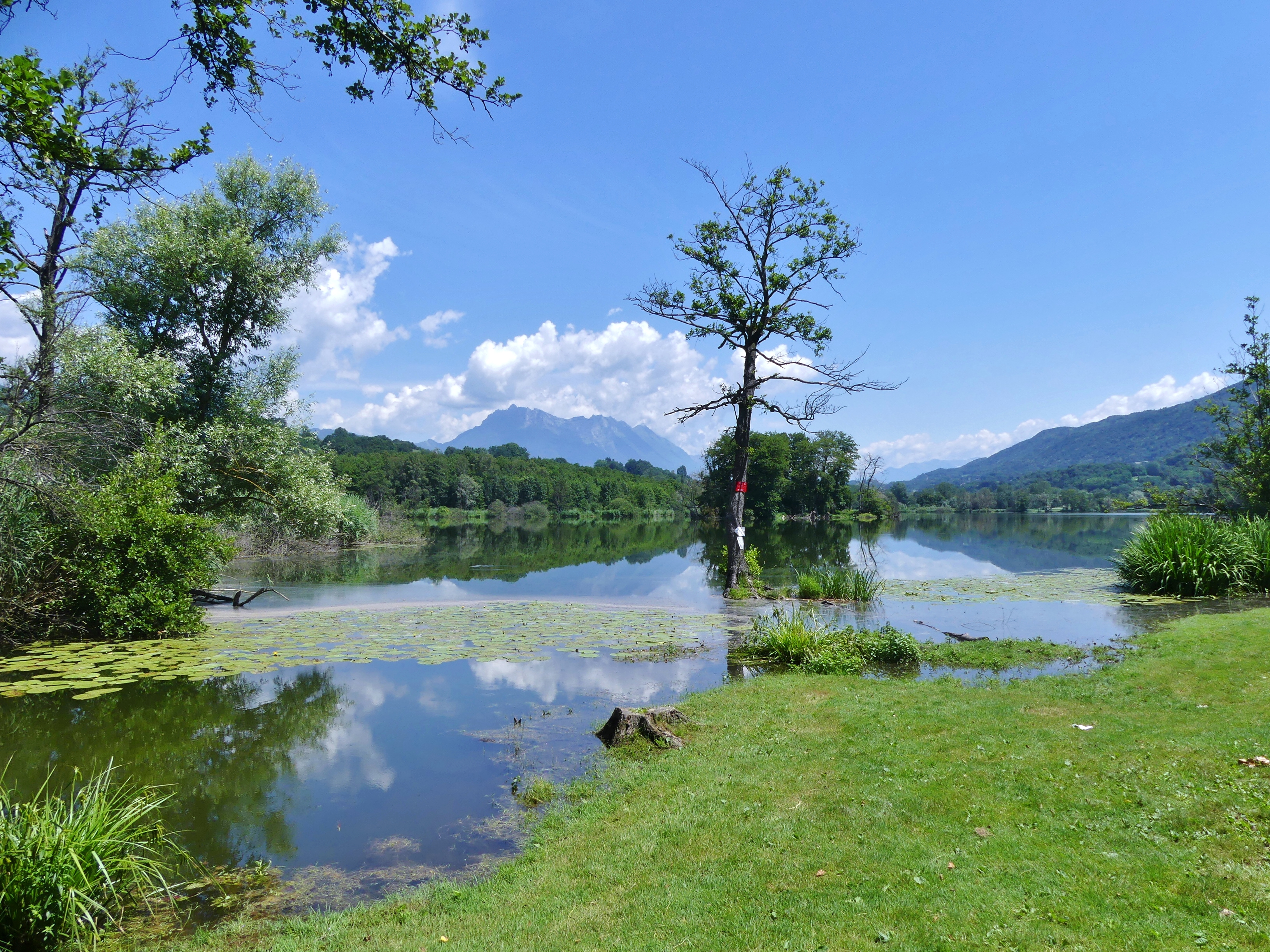
Marais du Coisetan et lac de Sainte-Hélène.

- Marais du Coisetan et du lac Sainte Hélène
- Marais du Cruet
- Marais du Grand Plan
- Marais du haut Gelon
- Marais du Parc
- Marais du Val Claret
- Marais d'Arc
- Marais et prairies de Moranche et des Champs
- Marais près de la Peysse
- Marais sur le ruisseau de Bondeloge
- Mare et bocage du Villard de la Table
- Mares de Combe étroite
- Massif de Crève Tête
- Massif de la Dent du Villard et du Rocher de Villeneuve
- Massif de la Lauzière
- Massif de l'Étendard, moraine frontale du glacier de Saint-Sorlin, col du Glandon
- Massif du Charvet
- Massif du Grand Arc
- Massif du Joly

- Mélézein de Bessans
- Microtourbière du Col de Prés

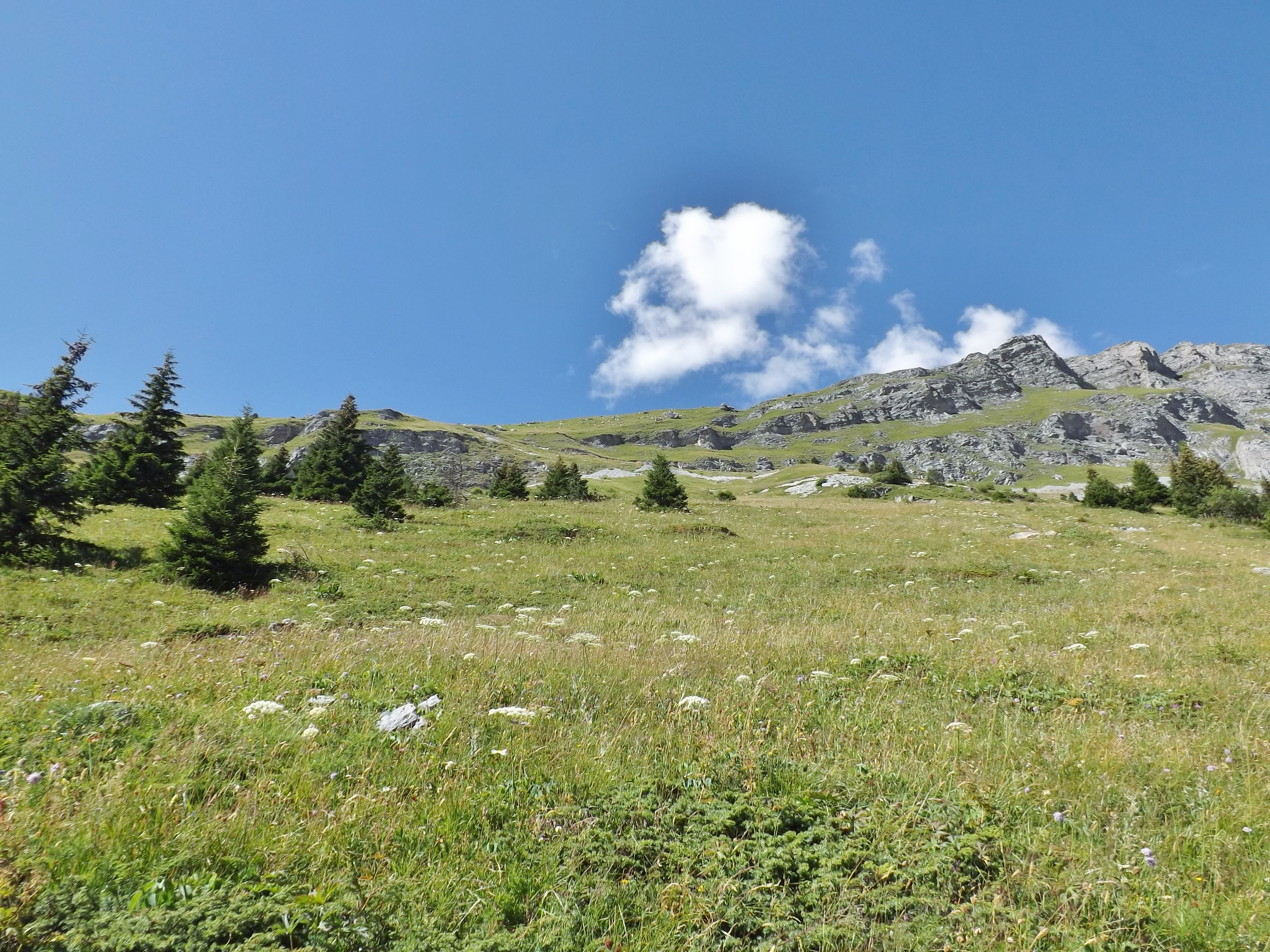
Pentes méridionales du mont Bochor.

- Milieux alluviaux du Rhône du Pont de Groslée à Murs et Gélignieux
- Mont Bochor
- Mont Jovet
- Mont Outheran
- Mont Ronjou
- Mont Saint Michel
- Montagne d'Outray
- Rochers des Enclaves
- Montagne de la Faverge et envers du Quermoz
- Montagne du Charbon
- Montagnes de la Petite et de la Grande Val
- Montlambert
- Pelouse des Plantées
- Pelouse et boisement thermophiles de Montgirod
- Pelouse sèche du Clos Saint Anthelme
- Pelouses sèches d'Etre
- Pelouses sèches de Grésin

- Pelouses sèches de Marthod
- Pelouses sèches de Monterminod
- Pelouses sèches de Sévert
- Pelouses sèches des Charmettes
- Pelouses sèches du Pas du Roc

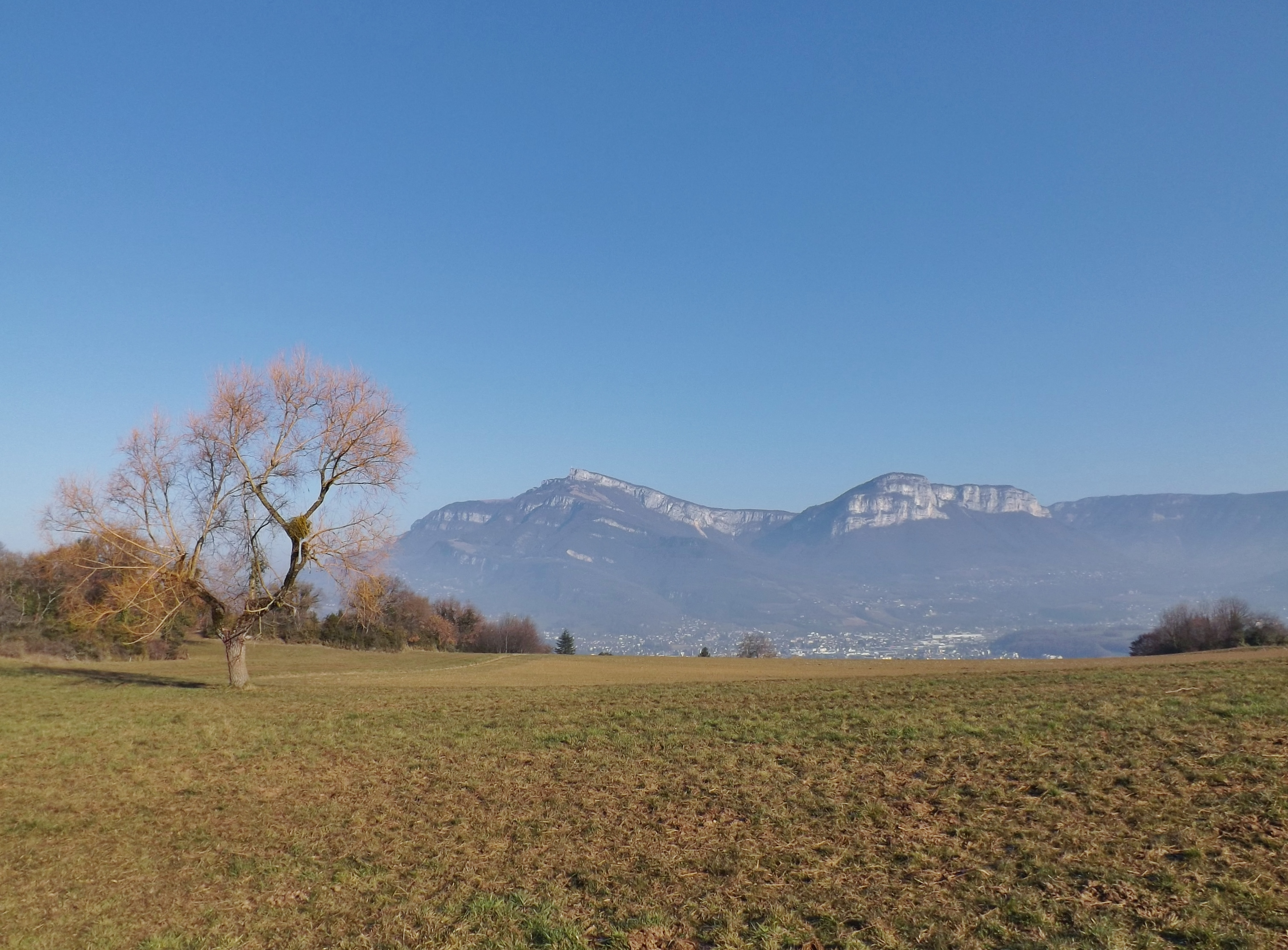
Pelouses sèches des Charmettes.

- Pelouses sèches du Villaret et de la Rosière
- Pelouses steppiques de la Loutraz
- Chatalamia
- Pelouses steppiques du Villard
- Pelouses steppiques et pinèdes du Belvédère
- Pic de la Sauge
- Pinèdes autour du monolithe de Sardières
- Plaine de l'Arc à Sainte-Marie-de-Cuines
- Plaine de l'Arc de Saint-Rémy-de-Maurienne et de Saint Etienne-de-Cuines

- Plan de Tueda
- Plan d'eau des Saules

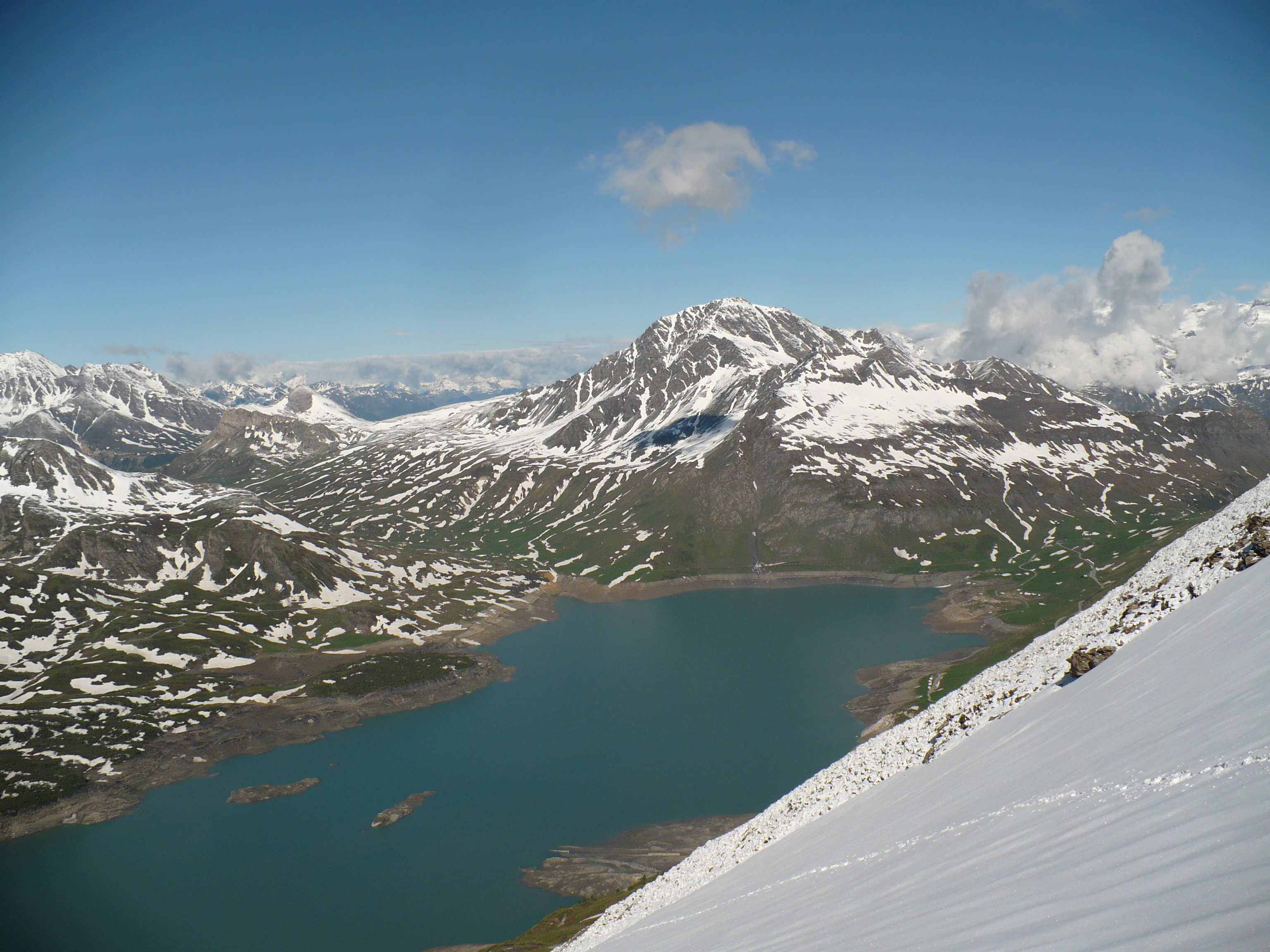
Plateau du massif du Mont-Cenis.

- Plateau des lacs de la Tempête et le Grand Mont
- Plateau du Margériaz
- Plateau du mont Cenis
- Plateau du Petit Saint Bernard et Lancebranlette
- Plateau du Revard
- Pointe des Chardes
- Pont de Bellentre
- Prairies de Bessans
- Prairies humides de Bonivard
- Prairies humides de Capiou
- Prairies humides de Droisette
- Prairies humides de Jongieux-le-Haut
- Prairies humides des Corniols
- Prairies humides des Teppes
- Prairies humides du Martinet
- Prairies humides et bocages des Abîmes de Myans
- Prairies humides et forêts alluviales de la Deysse
- Prairies sèches et abîmes de Saint Martin-sur-la-Chambre
- Prairies sèches et humides des Potis
- Prairies sèches et moissons des Essarts

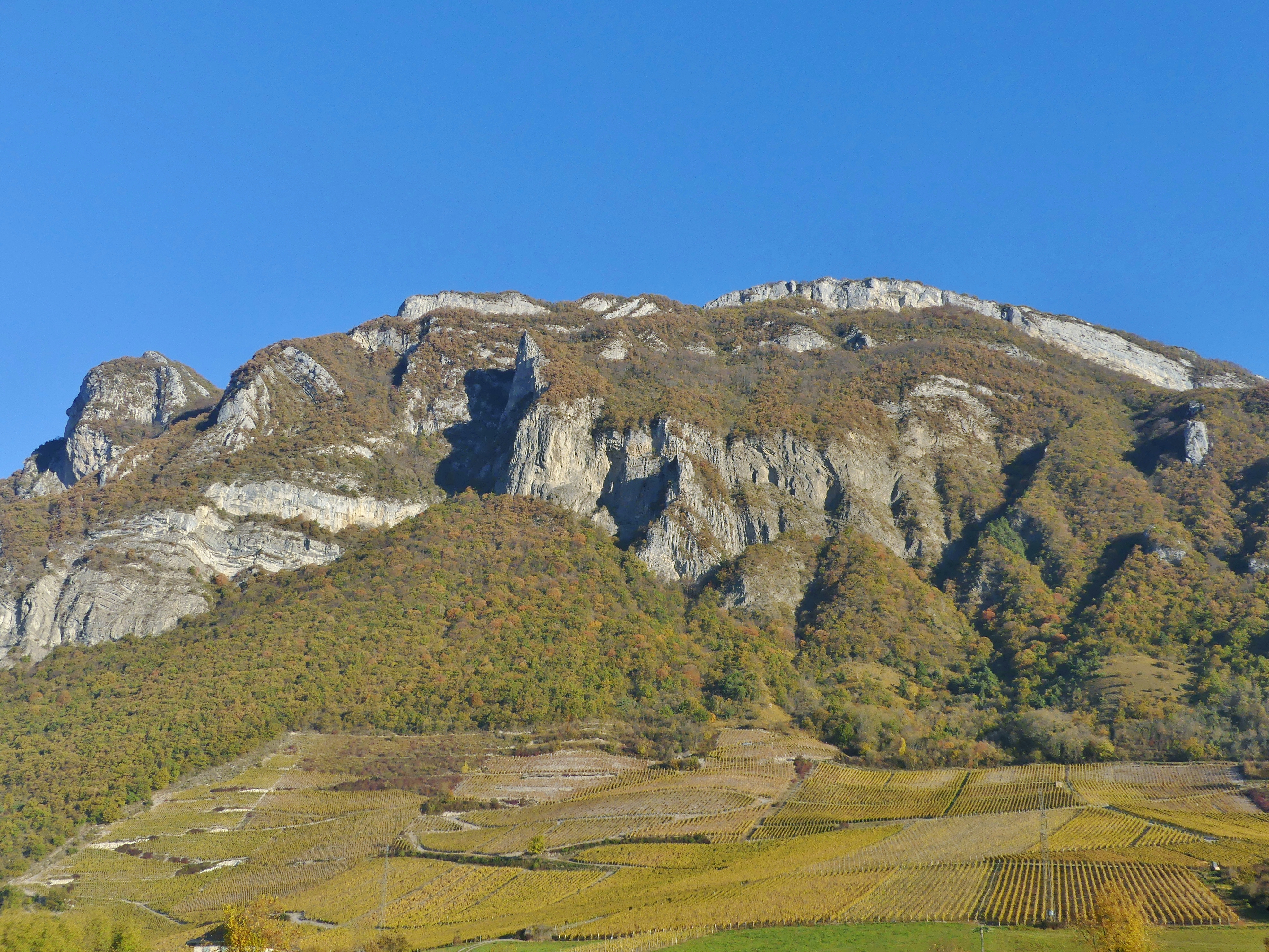
Rebord méridional du Massif des Bauges (roc de Tormery et vignoble de Savoie).

- Rebord méridional du Massif des Bauges
- Réserve Naturelle de la Bailletaz
- Réserve naturelle des Hauts de Chartreuse
- Ripisylves de Bessans
- Rive droite de l'Arc entre Bessans et Bonneval
- Rive du bois des amours
- Rive du poète
- Rive gauche de l'Isère entre les Brévières et la Gurraz
- Rive gauche de l'Isère entre Pont St Charles et Laisinant
- Roc des Bœufs, montagne d'Entrevernes
- Rocher du Torrond
- Ruisseau de l'Albanne
- Ruisseau des Combes
- Ruisseau du Forézan
- Ruisseaux des Îles et de la Ziguelette
- Secteur de Beaubois-Bersend, col du Pré
- Semnoz, versant sud

- Sources du ruisseau du Banc

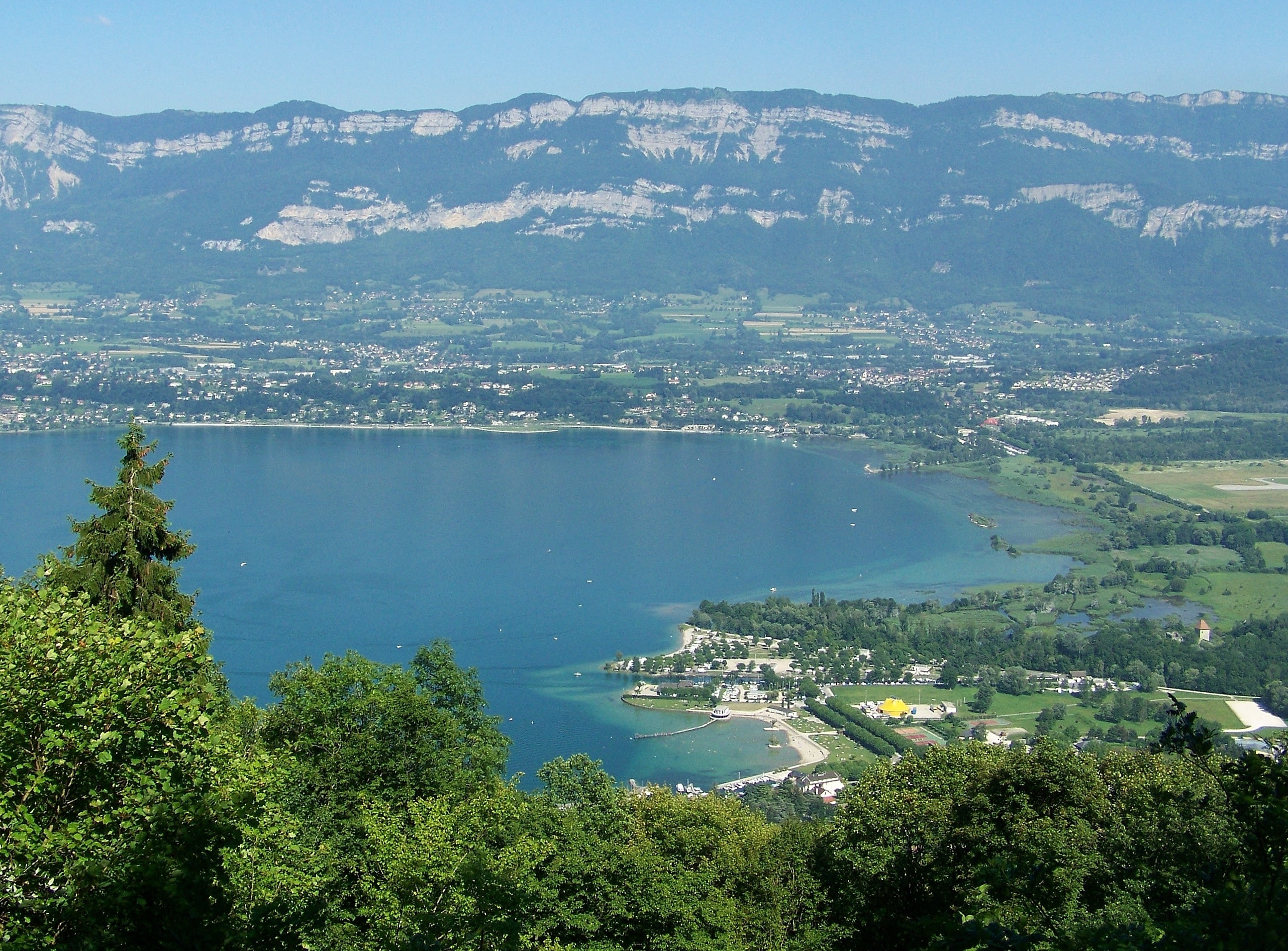
Sud du lac du Bourget.

- Station de tulipes et abords de l'ancienne tour de Sainte-Marie-de-Cuines
- Sud du lac du Bourget
- Tourbière de la Grande Mouille
- Tourbière de Montendry et de Montgilbert
- Tourbière de Parganty
- Tourbière de Pierre Aiguë
- Tourbière de Praz Coutin
- Tourbière de Villarabout
- Tourbière des Allamands
- Tourbière des Crottes
- Tourbière des Lacs des Saisies
- Tourbière des Mouilles (forêt du Tal)
- Tourbière des Pémonts
- Tourbière des Saisies
- Tourbière du Cruet
- Tourbière du lac Noir
- Tourbière du Lata du Vaz
- Tourbière du Plan
- Tourbière du Praz
- Tourbière du Pré
- Tourbière et landes des Creusates
- Tourbière sous Albiez
- Tourbière sous le col de la Croix de Fer

- Tourbières de Plan Jovet
- Tourbières des Georgières
- Tourbières du col de Chaussy
- Tourbières du plan de l'Homme

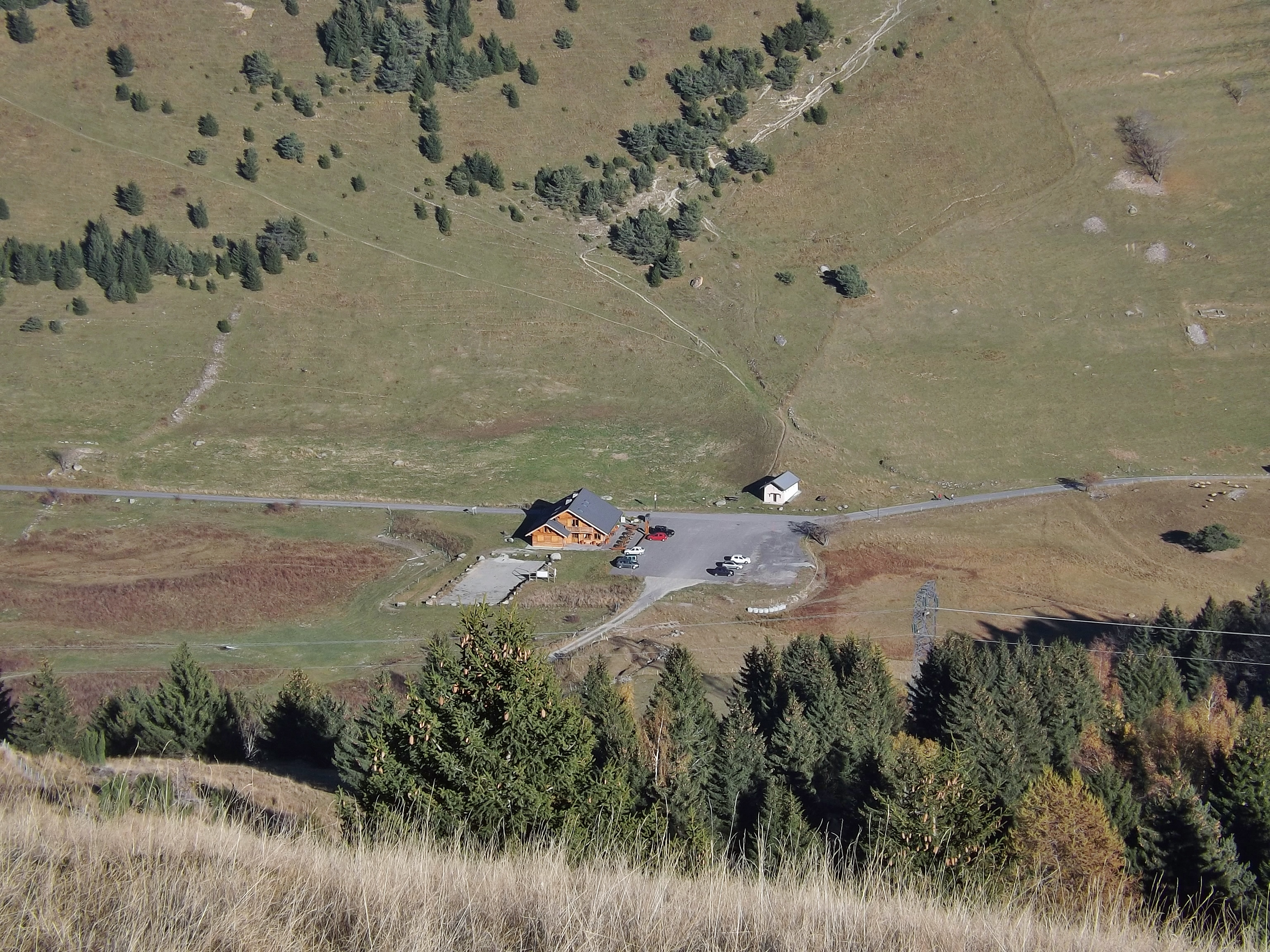
Tourbières du col du Chaussy.

- Tourbières et pierriers du Galibier
- Tourbières et prairies de la Toussuire
- Tuffière des Carnerets
- Tulipes de Sainte-Anne
- Val de Fier
- Vallée de l'Arvette
- Vallée de la Grande Maison
- Vallée de la Lombarde, vallon d'Arnès
- Vallée de la Neuvache et massif du Thabor
- Vallée de la Valette
- Vallée des Encombres
- Vallée des Glaciers
- Vallée des Sapieux*Combe du Charbonnet
- Vallée du Ribon
- Vallon de Chavière
- Vallon de Comborsière
- Vallon de la Grande Sassière
- Vallon de la Leisse
- Vallon de la Lenta
- Vallon de la Rocheure
- Vallon de la Sache
- Vallon de Tamié
- Vallon du Borgne
- Vallon du Clou
- Vallon du Fruit
- Vallon du Lou
- Vallonbrun
- Vallonnet de Bonneval-sur-Arc
- Vallons du Carro et de l'Écot
- Vergers de la Chal
- Vergers de Mâcot

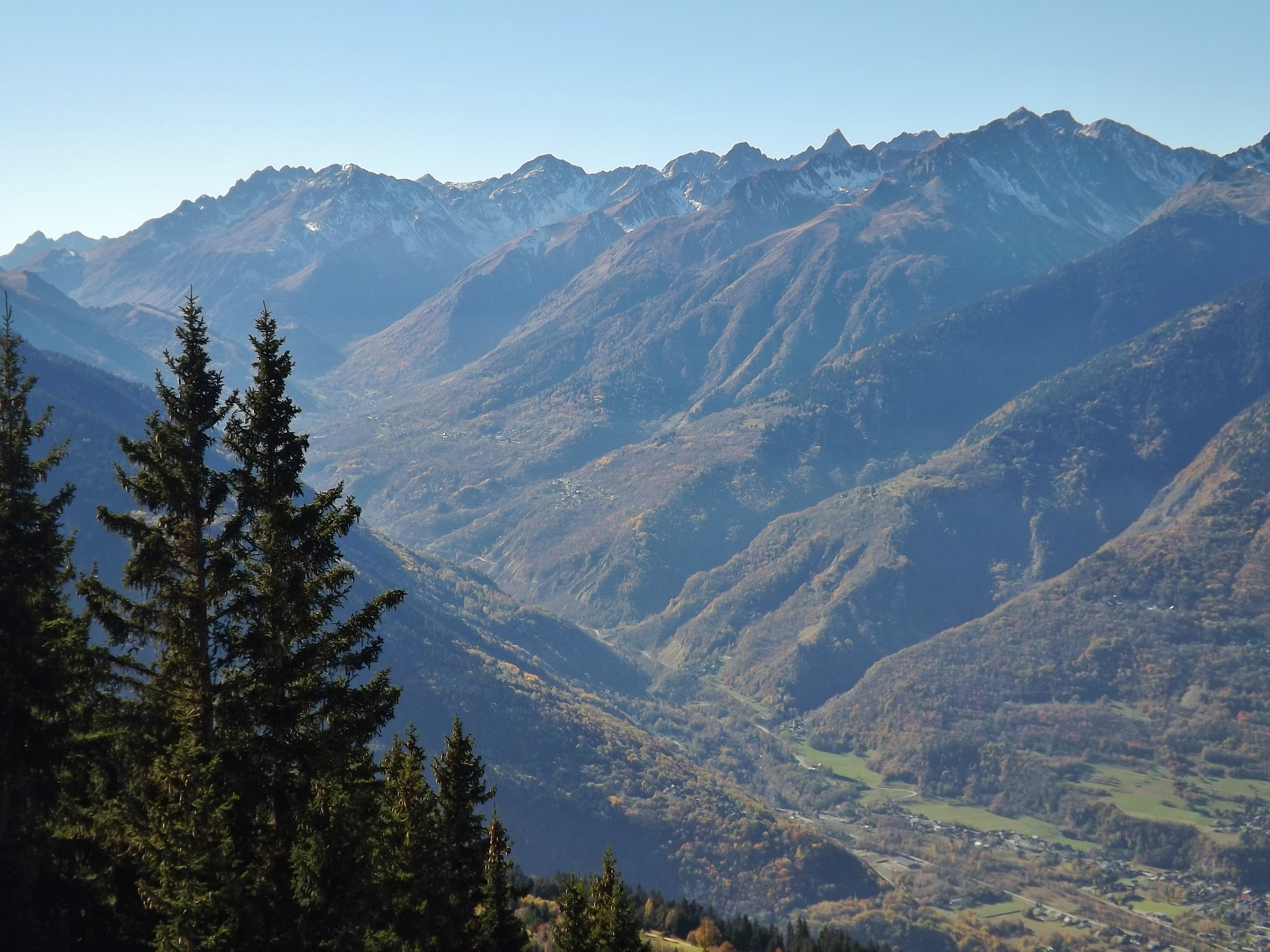
Versant ouest de la vallée des Villards.

- Versant est des Aravis, forêts des Merdassiers et Nant Pareux
- Versant oriental du massif des Sept-Laux
- Versant ouest de la vallée des Villards
- Versant sud du col du Frêne
- Versant sud du Margériaz
- Versant sud Penay-Nivolet
- Versant sud-est des Hautes-Bauges
- Zone tourbeuse de Mas Marais
- Zones humides de Combloux et Demi-quartier
- Zones humides du col de Plainpalais
- Zones tourbeuses de la Féclaz